# 露朝国境

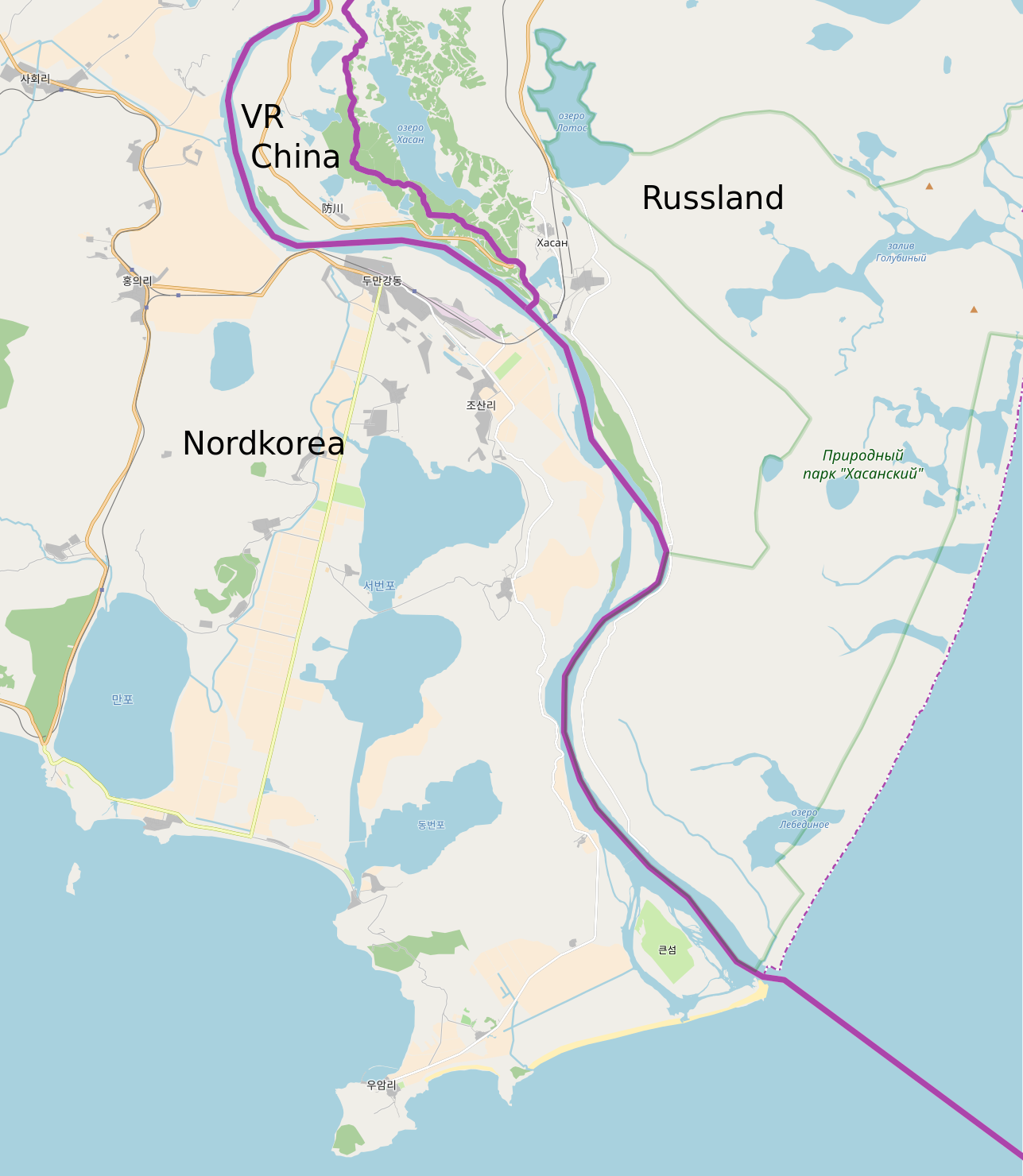
露朝国境

露朝国境（ろちょうこっきょう）は、ロシアと朝鮮民主主義人民共和国（北朝鮮）との間の国境である。
ロシア側の定義によれば、17キロメートルの陸上の国境と、22.1キロメートル（12海里）の海上の国境がある。ロシアの国境の中では最も短い。

## 概要
露朝間の陸上の国境は豆満江およびその三角江の谷線であり、海上の国境は両国の日本海上の領海に設定されている。
基本国境条約は1985年4月17日に締結された。これとは別に、中露朝3国間で中露朝三国国境の位置を定める条約が締結されている。露朝国境・中朝国境は豆満江の谷線であり、中露国境が北から接近している。実際の三国国境地点は河川の中にあり、そこに国境の位置を示す標識等を設置するのは現実的ではないため、3か国がそれぞれ河岸に標識を設置し、3つの標識の位置に基づいて三国国境の位置を定義することとなっている。
国境に接するロシア側の行政区画は沿海地方のハサン地区であり、北朝鮮側は羅先特別市である。

## 交差する交通路

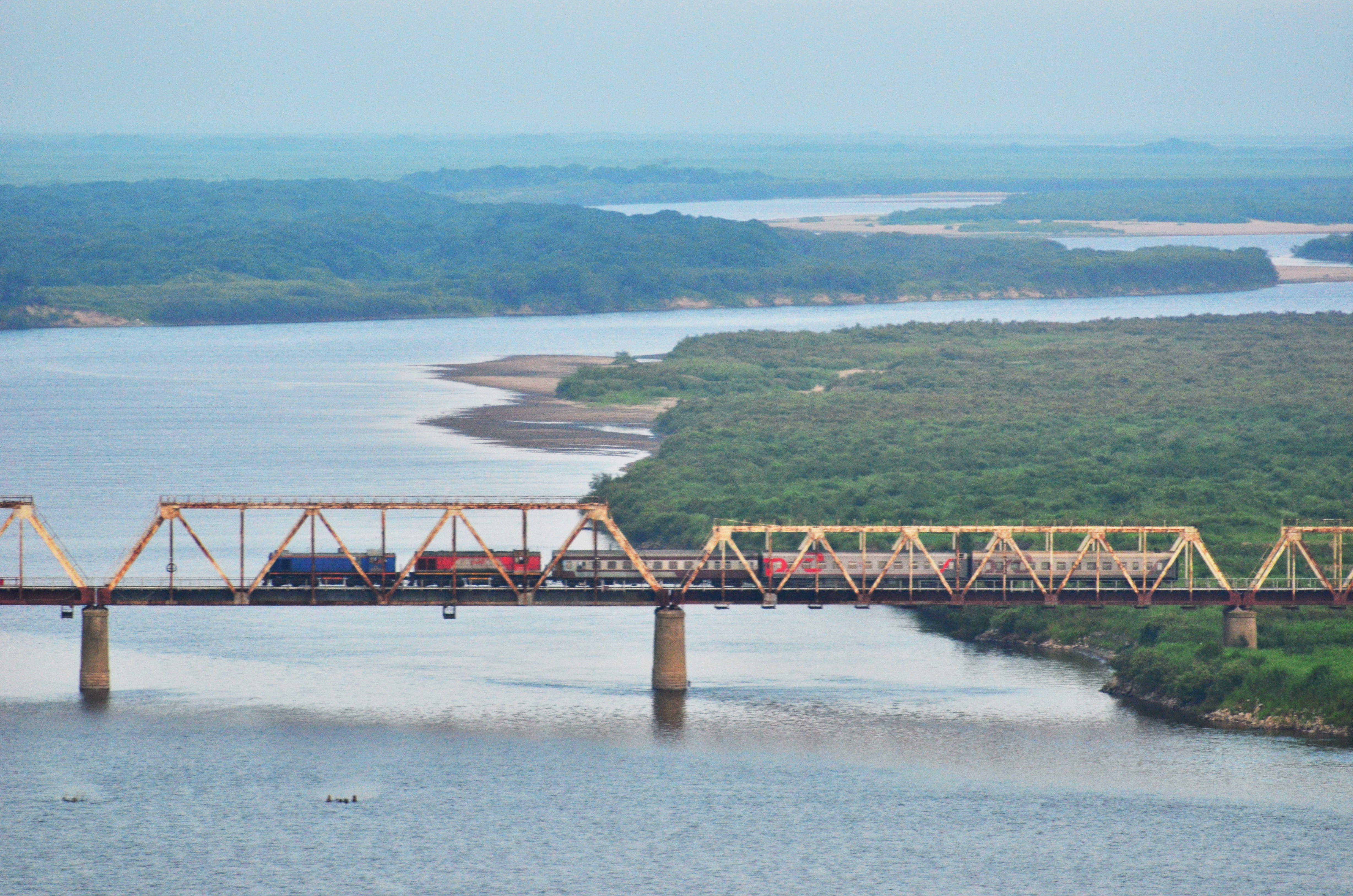
朝鮮・ロシア友情橋

北朝鮮とロシアを直接結ぶ交通路は、豆満江にかかる朝鮮・ロシア友情橋のみである。この橋は単線の鉄道橋で、旅客列車と貨物列車が通過する。橋の800メートル北東のハサンにロシア側の鉄道駅・ハサン駅があり、北朝鮮側には豆満江駅がある。両国間の鉄道は軌間が異なるため、豆満江駅で台車の交換が行われる。貨物列車は荷の積み替えが行われる。
友情橋を通る旅客列車には、ウスリースク駅・豆満江駅間のローカル国際列車の他、北朝鮮国鉄によるモスクワ・平壌間の直通列車がある。直通列車は、モスクワからウスリースクまではモスクワ-ウラジオストク列車、ハサンまではウスリースク-豆満江列車、北朝鮮国内は北朝鮮国鉄の列車に併結されて運行される。運行距離は合計10,272kmで、世界最長距離の直通旅客列車である。
北朝鮮側の国境駅である豆満江駅は、北朝鮮のビザ用紙に印刷された３つの国境通過点の一つ（あと２カ所は平壌（国際空港）と新義州（駅））であり、第三国人にも開かれた国境である。しかし、1990年代中盤に経済状況が悪化し、平壌とモスクワを結ぶ国際列車が新義州、丹東、瀋陽、満州里（すなわち中国）経由となった後は、露朝間のローカル交通路となっていた。ただし、2008年には2人の西洋人観光客が友情橋を渡る列車に乗車したほか。2018年に入り外国人も露朝両国を結ぶ直通列車に乗車可能になった。
2015年4月、ロシアと北朝鮮の副首相は、両国間の道路での接続に関する合意に署名した。

## 歴史
ロシア帝国と清朝（冊封体制下の李氏朝鮮を含む）の国境は、1860年11月に北京条約によって制定された。この条約に基づいて、清朝はウスリー川以東の領土をロシアに割譲した。国境の元の記述には、豆満江の最下流20里（約10.75 - 13キロメートル）が含まれていた。
独立国としての朝鮮の存在は、ロシア帝国と清朝の間の1860年の条約で言及されなかったが、19世紀後半から20世紀初頭にかけて、朝鮮における中国の影響は弱まり、日本の影響力が高まった。1895年の下関条約により朝鮮に対する清朝の冊封体制は終結され、1905年の第二次日韓協約により大韓帝国は日本の保護国となった。1910年の日韓併合条約により、日本は朝鮮を併合した。これにより、豆満江はロシア帝国（後にソビエト連邦）と大日本帝国との境界になった。これは1945年に朝鮮の日本統治が終了するまで続いた。
朝鮮の統治者が誰であるかに関わらず、ロシアと朝鮮の領土は、常に中国と日本海とを隔てていた。
1938年、ソ連は、沿岸地帯の天然資源を開発し、潜在する日本による侵略の危険性から国境を守るために、シベリア鉄道のバラノフスキー駅からクラスキノまでの鉄道路線の建設を開始した。190キロメートルの路線（後のバラノフスキー・ハサン鉄道）は1941年に完成した。第二次世界大戦後に、その路線はクラスキノからハサンまで延伸され、総延長は238キロメートルに達した。ハサン駅は1951年9月28日に営業を開始した。そのすぐ後に、豆満江に木製の一時的な橋が建設され、1952年に最初の列車がロシアから北朝鮮に渡った。
1990年、ソ連と北朝鮮は、豆満江の谷線に沿って国境を画定する合意に調印した。この際、旧鹿屯島（32平方キロメートル）はソ連領となったが、この合意を大韓民国は受け入れていない。
20世紀後半には、何千人もの難民や亡命者が露朝国境を越えて脱北した。彼らは現在、ロシアやその他の独立国家共同体諸国に住んでいる。

## 河岸の保護
豆満江の河岸は北朝鮮側が山岳地帯でロシア側が低いため、毎年発生する洪水による侵食によって、豆満江の流路が徐々にロシア側に向かって変化する可能性がある（同様の現象は、中露国境となっているアムール川でも見られる）。領土の減少の防止と、現地の国境警備局を洪水から守るために、2004年から2008年まで、ロシア当局は岩を使用した川岸保護プロジェクトを実施した。